# 金兆蕃
金兆蕃（1868年—1950年），原名義襄，字籛孫，號藥夢老人。浙江秀水（今嘉兴）人。
金福曾之子。金蓉鏡從弟。生於清同治七年（1868年），光绪十五年，中舉，任内阁中书，曾著《各国订约始末记》，倾心於变法。曾任江苏省知府。辛亥革命后任北京政府财政部佥事。1915年，任财政部司长。1919年，北洋政府設立清史館修清史，參與纂修，撰太祖、太宗、順治三朝列傳及〈列女傳〉。1927年底，《清史稿》已定稿，金兆蕃南归返乡。又曾參修《清儒学案》。一二八事变爆發，时局动荡，往返於平湖、上海之间避难。晚年续编《槜李诗系》，与金蓉镜补刊盛枫之《嘉禾徵献录》。1950年去世。另著有《安乐乡人诗》、《药梦词》等。有子金问源、金问洙、金问泗、金问淇。